# چارلز جنکس
چارلز جنکس (به انگلیسی: Charles Jencks) (زاده ۲۱ ژوئن ۱۹۳۹ – درگذشته ۱۳ اکتبر ۲۰۱۹) نظریه‌پرداز فرهنگی و مورخ هنر و معماری آمریکایی است که در سه دهه اخیر حضوری مؤثر در عرصه نظریه‌پردازی و نقد فرهنگی معاصر داشته‌است. به خاطر مجموع آثار و نوشته‌های بسیار مهم و اثرگذاری که از دهه ۱۹۸۰ تا پایان زندگی نوشت، از او به عنوان یکی از مهمترین نظریه پردازان پست مدرنیسم یاد می‌شود.
چارلز جنکس در سال ۱۹۳۹ در شهر بالتیمور به دنیا آمد. او نخست در دانشگاه هاروارد به تحصیل در رشته ادبیات انگلیسی پرداخت و پس از گذراندن این دوره، در سال ۱۹۶۱ در همان دانشگاه وارد رشته معماری شد و تحت آموزش تاریخ‌نگاران بزرگ معماری، زیگفرید گیدیون و رینر بنهام به تحصیل در این رشته پرداخت. او در سال ۱۹۶۵ مدرک MA را در این رشته اخذ نمود و سپس در سال ۱۹۷۱ موفق به دریافت درجه دکتری از کالج دانشگاهی لندن (UCL) در زمینه تئوری و تاریخ معماری گشت. جنکس از سال ۱۹۷۵ تا ۱۹۹۴ استاد کرسی نقد و تاریخ معماری معاصر دانشگاه UCLA کالیفرنیا بوده و هم‌زمان با آن به عنوان استاد مدعو در بزرگ‌ترین و معتبرترین دانشگاه‌های دنیا حضور فعال داشته‌است. او در سال ۱۳۹۸ در حالی که سالهای آخر عمر بسیار کم‌کار و گوشه‌گیر شده بود از دنیا رفت.

## طراحی معماری
اولین طرح معماری او طرح استودیویی چوبی بود، گاراژی با هزینه ساخت ۵۰۰۰ دلار که خود او بخشی از اوقات تابستانش را با خانواده در آن جا سپری می‌کرد. او در این‌جا از ترکیب مصالح آماده استفاده کرد و از ایده «ادهاک» ناتان سبلور را به کار گرفت. طرح‌های معماری جنکز را متأثر از ایده‌هایی برگفته از نظریه پیچیدگی ارزیبای می‌کنند.

## ترجمه آثار به فارسی
- داستان پست-مدرنیسم، ترجمه احسان حنیف، نشر فکر نو، ۱۳۹۸.
- نظریه‌ها و مانیفست‌های معماری معاصر، ترجمه احسان حنیف، نشر فکر نو، ۱۳۹۷.
- معماری جهان در حال جهش، ترجمه وحید قبادیان و داریوش ستارزاده، نشر دانشگاه آزاد اسلامی تبریز. ۱۳۸۷.
- پست مدرنیسم چیست، ترجمه فرهاد مرتضایی، نشر کلهر. ۱۳۸۵.

## آثار
جنکس مؤلف کتب متعددی در زمینه مبانی نظری معماری معاصر می‌باشد که شناخته‌شده‌ترین آنها عبارت‌اند از:
- The Story of Post-Modernism: Five Decades of the Ironic, Iconic and Critical in Architecture, Wiley, London, 2011.
- Critical Modernism - Where is Post Modernism Going?, Wiley Academy, London, 2007.
- Theories and Manifestoes of Contemporary Architecture, with Karl Kropf, Academy Press, 2006.
- The Architecture of the Jumping Universe, Academy, London & NY, 1995.
- The New Moderns, Academy London, Rizzoli, NY 1990.
- Post-Modernism, The New Classicism in Art and Architecture, Rizzoli, NY and Academy, London 1987.
- What is Post-Modernism?, St Martins Press, NY 1986, Academy, London 1986. Fourth Edition 1996.
- Kings of Infinite Space, St. Martins Press, NY; Academy, London 1983.
- Abstract Representation, St. Martins Press, NY 1983, Architectural Design monograph, London 1983.
- Signs, Symbols and Architecture, edited with Richard Bunt and Geoffrey Broadbent, John Wiley, NY and London 1980.
- Late-Modern Architecture, Rizzoli, NY 1980, Academy, London 1980.
- The Language of Post-Modern Architecture, Rizzoli, NY 1977, revised 1978, Third Ed. 1980, Fourth Ed. 1984, Fifth Ed. 1988, Sixth Ed. 1991, Academy Editions London 1977, 1978, 1980, 1984, 1991.
- Modern Movements in Architecture, Anchor Press, NY 1973.
- Adhocism, with Nathan Silver, Doubleday, NY 1972.
- "Notes on the Complexities of Post-Modernism", in The Fortnightly Review.[۴]